# Rheocricotopus tokarakeleus
Rheocricotopus tokarakeleus är en tvåvingeart som beskrevs av Sasa och Suzuki 1995. Rheocricotopus tokarakeleus ingår i släktet Rheocricotopus och familjen fjädermyggor. Inga underarter finns listade i Catalogue of Life.